# Géza Kiss
Géza Kiss (n. 22 octombrie 1882, Zagyvapálfalva⁠(d), Nógrád, Ungaria – d. 23 august 1952, Budapesta, Republica Populară Ungară) a fost un înotător ce a reprezentat Ungaria, medaliat olimpic. A participat la o ediție a Jocurilor Olimpice (1904) în care a câștigat o medalie de argint și o medalie de bronz.